# 北京市人民政府国有资产监督管理委员会

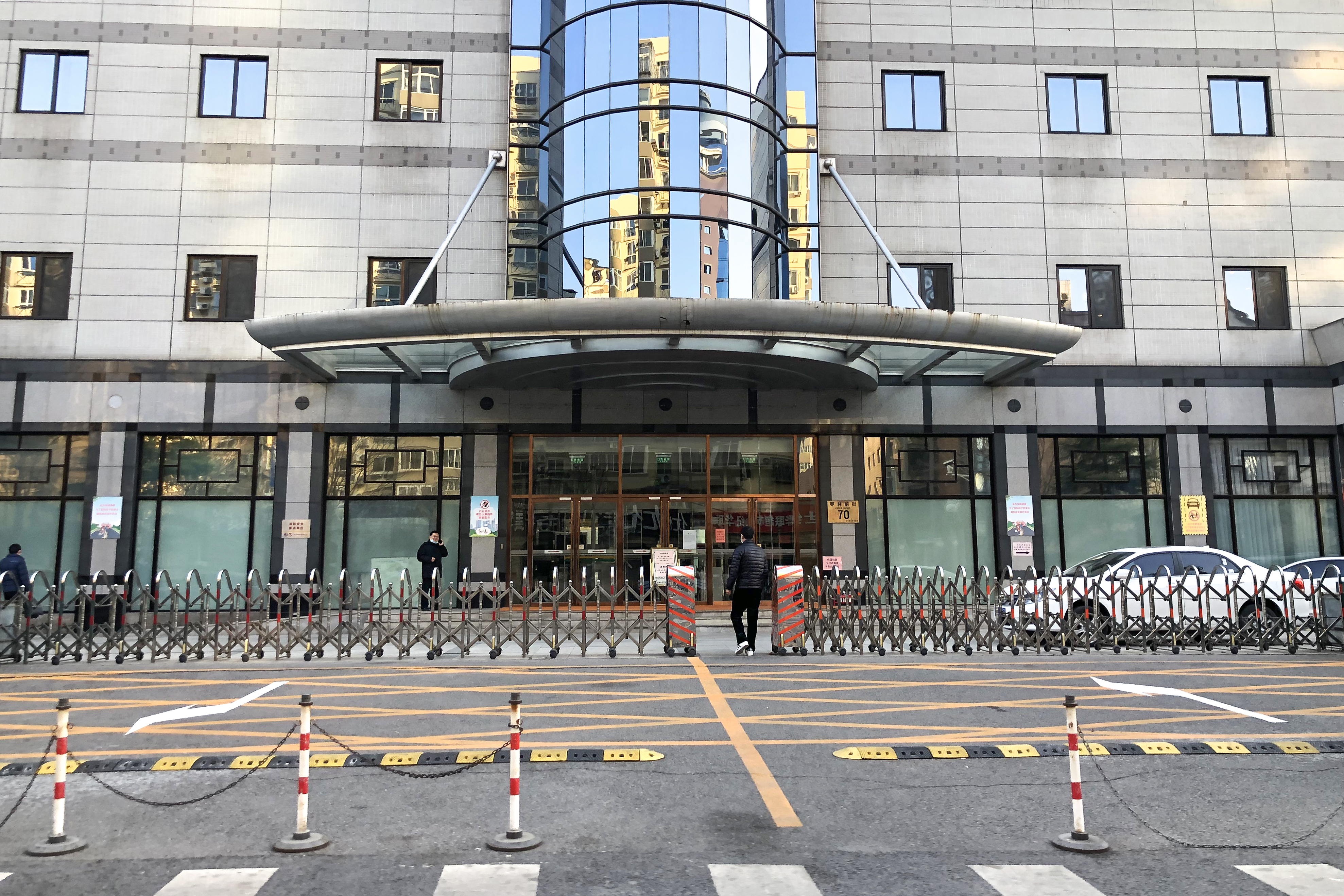
北京市国资委原址枣林前街70号（中环广场写字楼），统一社会信用代码所给信息仍然错误引导至此，实际该楼已转让给东旭集团

北京市人民政府国有资产监督管理委员会，简称北京市国资委，是北京市人民政府直属正厅级特设机构。负责监管北京市市属企业的国有资产，北京市人民政府授权其代表市政府履行出资人职责。

## 沿革
根据中共十六大和十六届二中全会、三中全会精神，2003年7月中共北京市委九届五次全会审议通过了《北京市人民政府机构改革方案》，报中央批准，决定成立北京市人民政府国有资产监督管理委员会（简称市国资委）。同时，中共北京市委决定成立中共北京市人民政府国有资产监督管理委员会委员会（简称市国资委党委），在中共北京市委领导下工作。2003年10月15日，北京市人民政府国有资产监督管理委员会正式挂牌成立。
2009年1月5日，国务院国资委主任李荣融，中共北京市委副书记、市长郭金龙在北京饭店金色大厅共同为北京国有资本经营管理中心揭牌，该中心是经中共北京市委、北京市人民政府同意，由北京市国资委组建的具有国有资本经营与股权管理功能的机构。

## 职责
1. 贯彻落实国家关于国有资产管理的法律、法规、规章和政策，起草本市地方性法规草案、政府规章草案，制定有关制度、规定。
2. 根据市政府授权，依照《中华人民共和国公司法》等法律、法规履行出资人职责，监管市政府履行出资人职责的企业和市政府授权的实行企业化管理的事业单位的国有资产，加强国有资产的管理，依法对区县国有资产管理工作进行指导和监督。
3. 承担监督所监管企业国有资产保值增值的责任，负责企业国有资产基础管理，建立和完善国有资产保值增值考核体系，通过统计、稽核对所监管企业国有资产的保值增值情况进行监管，负责所监管企业工资分配管理工作，制定所监管企业负责人收入分配政策并组织实施。
4. 指导推进国有及国有控股企业改革和重组，推进国有及国有控股企业的现代企业制度建设，完善公司治理结构，推动国有经济布局和结构的战略性调整。
5. 通过法定程序对所监管企业负责人进行任免、考核并根据其经营业绩进行奖惩，建立符合社会主义市场经济体制和现代企业制度要求的选人、用人机制，完善经营者激励和约束制度。
6. 按照有关规定，代表市政府向所监管企业派出监事会，负责监事会的日常管理工作。
7. 负责组织所监管企业上交国有资本收益，参与制定国有资本经营预算有关管理制度和办法，按照有关规定负责所监管企业国有资本经营预决算草案编制和执行等工作。
8. 指导、督促所监管企业及实行企业化管理事业单位落实安全生产责任制，配合有关部门协调所监管企业及实行企业化管理事业单位做好安全工作，从出资人的角度承担相应的管理责任。
9. 负责所监管企业及实行企业化管理事业单位人才工作的宏观管理和人才队伍建设，指导和组织协调所监管企业及实行企业化管理事业单位经营管理人员的教育培训工作。
10. 承办市政府交办的其他事项。[5]

## 机构设置
- 办公室（党委办公室）
- 政策法规处
- 企业改革处
- 业绩考核处
- 产权管理处
- 综合处
- 董事会工作处
- 党建工作办公室
- 企业人才处
- 宣传工作处（党委宣传部）
- 人事处
- 机关党委
- 离退休干部处
- 研究室（全面深化市属国资国企改革工作办公室）
- 科技创新与规划发展处
- 企业改组处（北京市企业兼并破产和职工再就业工作办公室）
- 统计评价处
- 国有资本经营预算处
- 监督
- 信息化工作处
- 党委巡查工作办公室
- 党群工作处（党委组织部、党委统战部）
- 信访工作处
- 机关党委
- 工会

## 历任领导
| 主任 - 熊大新（2003年10月—2008年2月） - 王东（2008年2月—2009年6月） - 周毓秋（2009年6月—2013年1月） - 林抚生（2013年3月—2018年3月） - 张贵林（2018年3月—） | 党委书记 - 张凤朝（2003年10月—2008年2月） - 周毓秋（2008年2月—2013年1月） - 张工（2013年3月—2015年5月） - 林抚生（2015年5月—） - 张贵林（2015年5月—） |

## 监管企业
经过39宗企业重组，截至2017年2月北京市国资委直接出资的企业已由74家减少至44家。根据统计，2016年，北京市市属企业营业收入为12,257.6亿元人民币，比上一年增长15%；实现利润664.5亿元人民币，比2015年增长16.2%。营业收入、利润均高于全国平均水平，在四个直辖市中排名第一。2016年，监管企业中的北汽集团和首钢集团入围世界五百强，17家企业进入中国企业五百强。截至2017年2月，北京市国资委监管企业中有58家上市公司，发行的股票共计63支。
北京市国资委监管企业共49家：
- 首钢集团有限公司
- 北京公共交通控股（集团）有限公司
- 北京市基础设施投资有限公司
- 北京市地铁运营有限公司
- 北京控股集团有限公司
- 北京能源集团有限责任公司
- 北京首都创业集团有限公司
- 北京市国有资产经营有限责任公司
- 北京市自来水集团有限责任公司
- 北京银行股份有限公司
- 华夏银行股份有限公司
- 北京国际信托有限公司
- 北京农村商业银行股份有限公司
- 北京电子控股有限责任公司
- 北京汽车集团有限公司
- 北京建工集团有限责任公司
- 北京城建集团有限责任公司
- 北京首都旅游集团有限责任公司
- 北京外企服务集团有限责任公司
- 北京京城机电控股有限责任公司
- 北京一轻控股有限责任公司
- 北京隆达轻工控股有限责任公司
- 北京时尚控股有限责任公司
- 北京化学工业集团有限责任公司
- 中国北京同仁堂（集团）有限责任公司
- 北京工美集团有限责任公司
- 北京市轨道交通建设管理有限公司
- 北京金隅集团有限责任公司
- 北京住总集团有限责任公司
- 北京市政路桥集团有限公司
- 北京北辰实业集团有限责任公司
- 北京市首都公路发展集团有限公司
- 北京祥龙资产经营有限责任公司
- 北京城市排水集团有限责任公司
- 北京环境卫生工程集团有限公司
- 北京城市副中心投资建设集团有限公司
- 北京首农食品集团有限公司
- 北京城乡商业（集团）股份有限公司
- 北京市机械设备成套局
- 北京市建筑设计研究院有限公司
- 北京市供销合作总社
- 北京国有资本经营管理中心
- 北京市保障性住房建设投资中心
- 北京水务投资中心
- 北京航空有限责任公司
- 京津冀城际铁路投资有限公司
- 北京金融控股集团有限公司
- 永定河流域投资有限公司